# Андерсон, Роберт (военный деятель)
Роберт Андерсон (англ. Robert Anderson; 14 июня 1805 года, Луисвилль, Кентукки — 26 октября 1871 года, Ницца, Франция) — американский военный деятель, служивший в армии США во время Гражданской войны.

## Биография
Роберт Андерсон родился 14 июня 1805 года в Луисвилле (штат Кентукки).
В 1825 году он выпустился из Военной академии США, где был средним по успеваемости на курсе, и был определен в 3-й артиллерийский полк в звании второго лейтенанта. Он участвовал в Войне Чёрного Ястреба (1832), где был полковником иллинойсских волонтёров, именно в его полку служил капитаном Авраам Линкольн.
30 июня 1833 года получил звание первого лейтенанта, участвовал во Второй Семинольской войне (1837—1838), а 23 октября 1841 года стал капитаном 3-го артиллерийского полка. В 1846 году принял участие в Американо-мексиканской войне. Участвовал в осаде Веракруса, в сражении при Серро-Гордо, в перестрелке у Амазока (14 мая) и сражении при Молино-дель-Рей. В последнем был тяжело ранен и получил за это временное звание майора, хотя и выбыл из строя до конца войны.
В 1857 году дослужился до звания майора регулярной армии.
В 1845 году Роберт Андерсон женился на Элизабет Байард Клинч из Джорджии, имел четырёх детей.
В ноябре 1860 года Андерсон был назначен командующим форта Мултри в Южной Каролине. Форт Мултри предназначался для защиты гавани и практически не был защищён с суши. На расстоянии мили, на входе в Чарлстонскую гавань, заканчивалась постройка форта Самтер, располагавшегося на острове и защищённого мощной кирпичной стеной. Форт Самтер был рассчитан на гарнизон в 650 солдат, укомплектованный 146 большими орудиями.
Эбнер Даблдей впоследствии вспоминал:

21-го приехал наш новый командир и принял командование. Он чувствовал, что имеет наследственное право быть здесь, поскольку его отец участвовал в войне за Независимость, защищал старый форт Мултри от британцев, и провел много времени в чарлстонской тюрьме. Мы хорошо знали Андерсона как джентльмена; благородного, честного, образованного и опытного в своей профессии. Он два раза повышался за храбрость, однажды за войну против семинолов во Флориде, и однажды за сражение при Молино-дель-Рей в Мексике, где он был тяжело ранен. В политике он был убежденным сторонником рабства. Тем не менее, он был против сецессии и южан-экстремистов.
Оригинальный текст (англ.)–  On the 21st our new commander arrived and assumed command. He felt as if he had a hereditary right to be there, for his father had distinguished himself in the Revolutionary War in defense of old Fort Moultrie against the British, and had been confined a long time as a prisoner in Charleston. We had long known Anderson as a gentleman; courteous, honest, intelligent, and thoroughly versed in his profession. He had been twice brevetted for gallantry—once for services against the Seminole Indians in Florida, and once for the battle of Molino del Rey in Mexico, where he was badly wounded. In politics he was a strong pro-slavery man. Nevertheless, he was opposed to secession and Southern extremists.
— Reminiscences of Forts Sumter and Moultrie
Когда в декабре 1860 года штат Южная Каролина объявил о сецессии, Андерсон оказался в сложном положении. Несмотря на то, что он был родом из штата Кентукки и являлся рабовладельцем, майор Андерсон оставался верен Союзу и приложил усилия, чтобы форты Мултри и Самтер оставались под контролем северян. В условиях нарастающего конфликта, когда чарлстонские ополченцы готовились атаковать федеральные войска, Андерсон 26 декабря перевёл свой гарнизон из форта Мултри в форт Самтер. Это действие вызвало возмущение южан. В форте Самтер наблюдалась острая нехватка продовольствия, боеприпасов и других припасов. Андерсон направил президенту Линкольну письмо с просьбой наладить снабжение, после долгих размышлений Линкольн согласился направить в форт Самтер конвой с припасами. Однако конфедераты под командованием генерала Борегара, узнав об этом, 12 апреля 1861 года начали бомбардировку форта. Через два дня Андерсон и его люди (всего 127 человек, включая гражданский персонал) сдались. Это событие послужило формальным началом Гражданской войны.
Попытка Андерсона сохранить для Союза форт Самтер сделала его героем северян. Он сразу же произведён в звание бригадного генерала и направлен командовать камберлендской армией, однако вскоре он из-за болезни вынужден был передать командование генералу Шерману. В 1863 году Андерсон вышел в отставку, но в конце войны вернулся в Чарльстон, чтобы вновь поднять над фортом Самтер флаг США, спущенный при капитуляции в 1861 году. 3 февраля 1865 года Андерсону было присвоено временное звание генерал-майора за оборону форта Самтер.
После войны Андерсон с семьёй жил во Франции. Он умер 26 октября 1871 года в Ницце и был похоронен на Вест-Пойнтском кладбище.

## Родственные связи
Его брат Чарльз позднее стал губернатором Огайо, племянник Томас участвовал в Гражданской войне, после войны дослужился до звания бригадного генерала.